# Río Huarocondo
Le Río Huarocondo est une rivière du Pérou. Il est un affluent gauche du Río Urubamba, long de 23,5 km. Il se situe dans les provinces d'Anta et d'Urubamba de la région de Cuzco, dans les hauts plateaux andins du sud-est du Pérou.

## Cours de la rivière
Le Río Huarocondo se forme au confluent du Río Pitumayu et du Río Cachimayo, à 5 km à l’ouest de la capitale provinciale Anta, à une altitude d’environ 3319 m. En incluant son affluent de gauche, le Río Pitumayu, la longueur totale du Río Huarocondo est de 49 km. Il provient de l’extrême ouest du district d'Ancahuasi. Le Río Huarocondo traverse un plateau en direction du nord. Les canaux rencontrent la rivière par la gauche et par la droite. Au kilomètre 18, il passe devant la petite ville de Huarocondo sur sa rive ouest. La rivière traverse ensuite une vallée étroite en direction du nord et se jette finalement, près du village de Pachar, dans le Río Urubamba qui coule vers l’ouest. L’estuaire est situé à une altitude d’environ 2830 m, près de 12 km à l’ouest-nord-ouest de la capitale provinciale Urubamba.

## Bassin
Le Río Huarocondo draine une superficie d’environ 755 km². Le bassin versant est situé dans les provinces d’Anta et d’Urubamba. Au nord-est du bassin versant se trouvent les lacs Lago Piuray et Lago Huaypo. Au nord-ouest s’élève la Cordillère de Vilcanota. Le bassin versant du Río Huarocondo est bordé à l’est par celui du Río Huatanay, au sud et à l’ouest par celui du Río Apurímac, et au nord par le Río Urubamba.